# Ornatispora punctata
Ornatispora punctata är en svampart som beskrevs av Dulym., P.F. Cannon, K.D. Hyde & Peerally 2001. Ornatispora punctata ingår i släktet Ornatispora, klassen Sordariomycetes, divisionen sporsäcksvampar och riket svampar.   Inga underarter finns listade i Catalogue of Life.